# 척추동물
척추동물(脊椎動物, vertebrate) 또는 등뼈동물은 등뼈가 있는 동물을 말한다.

## 형태
척추동물은 그 서식 장소가 넓어 지구상 어디든 광범위하게 분포하고 있다. 이들은 체제가 복잡하여 분화한 기능과 다양한 생활양식을 나타내는, 동물계의 가장 진화된 종류이다. 현존하는 척추동물은 동물 전체의 1/20인 45,000종 가량이 알려져 있다.
척추동물의 몸은 머리 부분·몸통 부분·꼬리 부분으로 나뉜다. 몸통 부분에는 대개 몸을 지탱하는 두 쌍의 부속지가 있는데, 어류에서는 이것이 지느러미로 나타나지만, 양서류 이상의 동물에서는 앞다리와 뒷다리로 나타난다. 그러나 예외적으로 고래에서는 뒷다리가, 뱀에서는 앞다리와 뒷다리가 모두 퇴화되어 있다.
한편 척추동물의 몸은 좌우대칭으로 되어 있으며, 특히 파충류·조류·포유류에서는 머리 부분과 몸통 부분 사이에 목 부분이 존재한다. 몸의 표면은 피부로 싸여 있는데, 이들은 내부 기관을 보호할 뿐만 아니라, 털이나 깃털이 나와 있어 보온의 역할을 하기도 한다. 이러한 피부는 표피와 진피로 이루어져 있는데 파충류의 비늘, 조류의 깃털, 포유류의 털·발톱 등은 모두 표피로부터 생겨난 것인 반면, 경골어류의 비늘, 거북의 등딱지는 진피 속에서 생긴 골질의 판이다. 머리 부분에는 뇌·눈·코 등의 중요한 감각기관이 모여 있으며, 이들을 보호하기 위한 골격이나 연골이 발달하여 두개골을 형성한다. 몸통 부분에는 척추뼈와 내장의 대부분이 포함된다. 체강은 심장을 싸고 있는 위심강과 소화관 등을 포함하는 흉복강으로 나뉜다. 특히 흉복강을 이루는 흉강과 복강은 조류에서는 사격막(斜膈膜)에 의해 불완전하게 나뉘며, 포유류에서는 가로막에 의해 완전히 나뉜다. 꼬리 부분은 항문에서 뒤끝까지로, 길고 짧은 여러 가지 형태가 있는데, 퇴화된 종류도 있다.

## 골격
골격은 두골(머리뼈)·척추·갈비뼈·가슴뼈 등을 포함하는 중축 골격과 사지골·견대·요대 등의 측골격으로 이루어져 있다. 이 중 두골은 뇌나 여러 가지 감각 기관을 보호하는 두개골과 아래턱이나 혀뼈(설골)를 포함하는 장골(臟骨)로 구성되어 있는데, 특히 경골어류의 두골은 40개 정도의 뼈마디로 이루어져 있다.
한편, 척추는 많은 척수로 되어 있으며, 고등한 종류일수록 더욱 분화된 형태를 나타낸다. 즉, 경골어류에서는 동추와 요추만으로 이루어져 있으나, 양서류에서 두골과 한 개의 경추, 뒷다리에 이어지는 한 개의 선추로 이루어져 있어 경추·흉요추·선추·미추의 네 부분으로 나눌 수 있다. 포유류의 경우는 척추가 경추·흉추·요추·선추·미추의 다섯 부분으로 구분되어 가장 발달된 체제를 나타내며, 특히 갈비뼈와 가슴뼈가 발달되어 있다. 이 중에서 가슴뼈는 양서류에서는 불완전하게 존재하며, 조류에서는 그 발달이 두드러진다. 이와 같이 골격을 이루는 뼈는 척추동물 특유의 것으로서 골세포와 골기질로 이루어져 있는데, 기질은 석회질을 많이 포함하고 있어 매우 단단하다. 또 뼈에는 혈관이나 신경이 지나는 관이 있어서, 이 관을 중심으로 하여 골세포와 골기질이 고리와 같이 늘어서서 배열되어 있다.

## 하위 분류

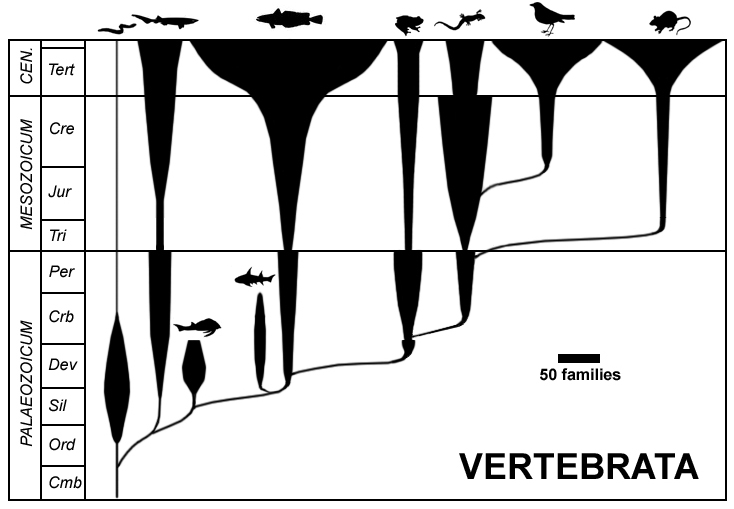
생물 분류 강(綱) 레벨의 척추동물의 진화를 보여주는 전통적인 방추도(spindle diagram).

현존하는 척추동물을 분류하는 관례적인 분류법은 모든 해부학적, 생리학적 특징에 관한 전통적인 해석에 기초하여 7개의 강(綱)으로 분류하는 것이다. 이 분류법은 학교 교과서와 개론서, 비전문가에게서 그리고 대중적으로 가장 흔히 접하게 되는 분류 방식이다. 현존하는 척추동물은 다음과 같다.
- 척추동물아문(Vertebrata)
  - 무악강(Agnatha)
  - 연골어강(Chondrichthyes)
  - 경골어강(Osteichthyes)
  - 양서강(Amphibia)
  - 파충강(Reptilia)
  - 조강(Aves)
  - 포유강(Mammalia)

또한 멸종된 2개의 강, 판피류와 극어류가 추가된다. 척추동물을 분류하기 위해 고안된 다른 방법은 특히 초기 양서류와 파충류의 계통 발생을 강조한다. 잔비어(Janvier, 1981년 및 1997년), 슈(Shu) 외(2003년) 그리고 벤톤(Benton, 2004년) 등이 제시한 그 한 예는 다음과 같다.
- 척추동물아문(Vertebrata)
  - 무악상강(Agnatha) 또는 두갑류(Cephalaspidomorphi)
  - 유악하문(Gnathostomata)
    -       - † 판피강(Placodermi)
      - 연골어강(Chondrichthyes)
      - † 극어강(Acanthodii)

    - 경골어상강(Osteichthyes)
      - 조기어강(Actinopterygii)
      - 육기어강(Sarcopterygii)

    - 사지상강(Tetrapoda)
      - 양서강 (Amphibia)
      - † 단궁강(Synapsida)
      - 파충강(Reptilia)
      - 조강(Aves)
      - 포유강(Mammalia)

## 계통 분류
2019년 미야시타(Miyashita) 등의 연구 결과에 의한 척추동물의 계통 분류는 다음과 같다.
|  | † Pipiscius                                              |
|  |                                                          |
|  | \| \| † Euconodonta \| \| \| \| \| \| 원구류 \| \| \| \| |
|  |                                                          |
|  | † Euconodonta                                            |
|  |                                                          |
|  | 원구류                                                   |
|  |                                                          |

|  | † Euconodonta |
|  |               |
|  | 원구류        |
|  |               |

|  | † Pipiscius                                              |
|  |                                                          |
|  | \| \| † Euconodonta \| \| \| \| \| \| 원구류 \| \| \| \| |
|  |                                                          |
|  | † Euconodonta                                            |
|  |                                                          |
|  | 원구류                                                   |
|  |                                                          |

|  | † Euconodonta |
|  |               |
|  | 원구류        |
|  |               |

|  | † 갈레아스피스강                                    |
|  |                                                     |
|  | \| \| † 골갑류 \| \| \| \| \| \| 유악류 \| \| \| \| |
|  |                                                     |
|  | † 골갑류                                            |
|  |                                                     |
|  | 유악류                                              |
|  |                                                     |

|  | † 골갑류 |
|  |          |
|  | 유악류   |
|  |          |

|  | † 갈레아스피스강                                    |
|  |                                                     |
|  | \| \| † 골갑류 \| \| \| \| \| \| 유악류 \| \| \| \| |
|  |                                                     |
|  | † 골갑류                                            |
|  |                                                     |
|  | 유악류                                              |
|  |                                                     |

|  | † 골갑류 |
|  |          |
|  | 유악류   |
|  |          |

|  | † 갈레아스피스강                                    |
|  |                                                     |
|  | \| \| † 골갑류 \| \| \| \| \| \| 유악류 \| \| \| \| |
|  |                                                     |
|  | † 골갑류                                            |
|  |                                                     |
|  | 유악류                                              |
|  |                                                     |

|  | † 골갑류 |
|  |          |
|  | 유악류   |
|  |          |

|  | † 갈레아스피스강                                    |
|  |                                                     |
|  | \| \| † 골갑류 \| \| \| \| \| \| 유악류 \| \| \| \| |
|  |                                                     |
|  | † 골갑류                                            |
|  |                                                     |
|  | 유악류                                              |
|  |                                                     |

|  | † 골갑류 |
|  |          |
|  | 유악류   |
|  |          |

|  | † 갈레아스피스강                                    |
|  |                                                     |
|  | \| \| † 골갑류 \| \| \| \| \| \| 유악류 \| \| \| \| |
|  |                                                     |
|  | † 골갑류                                            |
|  |                                                     |
|  | 유악류                                              |
|  |                                                     |

|  | † 골갑류 |
|  |          |
|  | 유악류   |
|  |          |

|  | † 갈레아스피스강                                    |
|  |                                                     |
|  | \| \| † 골갑류 \| \| \| \| \| \| 유악류 \| \| \| \| |
|  |                                                     |
|  | † 골갑류                                            |
|  |                                                     |
|  | 유악류                                              |
|  |                                                     |

|  | † 골갑류 |
|  |          |
|  | 유악류   |
|  |          |

|  | † 갈레아스피스강                                    |
|  |                                                     |
|  | \| \| † 골갑류 \| \| \| \| \| \| 유악류 \| \| \| \| |
|  |                                                     |
|  | † 골갑류                                            |
|  |                                                     |
|  | 유악류                                              |
|  |                                                     |

|  | † 골갑류 |
|  |          |
|  | 유악류   |
|  |          |

|  | † 갈레아스피스강                                    |
|  |                                                     |
|  | \| \| † 골갑류 \| \| \| \| \| \| 유악류 \| \| \| \| |
|  |                                                     |
|  | † 골갑류                                            |
|  |                                                     |
|  | 유악류                                              |
|  |                                                     |

|  | † 골갑류 |
|  |          |
|  | 유악류   |
|  |          |

|  | † Pipiscius                                              |
|  |                                                          |
|  | \| \| † Euconodonta \| \| \| \| \| \| 원구류 \| \| \| \| |
|  |                                                          |
|  | † Euconodonta                                            |
|  |                                                          |
|  | 원구류                                                   |
|  |                                                          |

|  | † Euconodonta |
|  |               |
|  | 원구류        |
|  |               |

|  | † Pipiscius                                              |
|  |                                                          |
|  | \| \| † Euconodonta \| \| \| \| \| \| 원구류 \| \| \| \| |
|  |                                                          |
|  | † Euconodonta                                            |
|  |                                                          |
|  | 원구류                                                   |
|  |                                                          |

|  | † Euconodonta |
|  |               |
|  | 원구류        |
|  |               |

|  | † 갈레아스피스강                                    |
|  |                                                     |
|  | \| \| † 골갑류 \| \| \| \| \| \| 유악류 \| \| \| \| |
|  |                                                     |
|  | † 골갑류                                            |
|  |                                                     |
|  | 유악류                                              |
|  |                                                     |

|  | † 골갑류 |
|  |          |
|  | 유악류   |
|  |          |

|  | † 갈레아스피스강                                    |
|  |                                                     |
|  | \| \| † 골갑류 \| \| \| \| \| \| 유악류 \| \| \| \| |
|  |                                                     |
|  | † 골갑류                                            |
|  |                                                     |
|  | 유악류                                              |
|  |                                                     |

|  | † 골갑류 |
|  |          |
|  | 유악류   |
|  |          |

|  | † 갈레아스피스강                                    |
|  |                                                     |
|  | \| \| † 골갑류 \| \| \| \| \| \| 유악류 \| \| \| \| |
|  |                                                     |
|  | † 골갑류                                            |
|  |                                                     |
|  | 유악류                                              |
|  |                                                     |

|  | † 골갑류 |
|  |          |
|  | 유악류   |
|  |          |

|  | † 갈레아스피스강                                    |
|  |                                                     |
|  | \| \| † 골갑류 \| \| \| \| \| \| 유악류 \| \| \| \| |
|  |                                                     |
|  | † 골갑류                                            |
|  |                                                     |
|  | 유악류                                              |
|  |                                                     |

|  | † 골갑류 |
|  |          |
|  | 유악류   |
|  |          |

|  | † 갈레아스피스강                                    |
|  |                                                     |
|  | \| \| † 골갑류 \| \| \| \| \| \| 유악류 \| \| \| \| |
|  |                                                     |
|  | † 골갑류                                            |
|  |                                                     |
|  | 유악류                                              |
|  |                                                     |

|  | † 골갑류 |
|  |          |
|  | 유악류   |
|  |          |

|  | † 갈레아스피스강                                    |
|  |                                                     |
|  | \| \| † 골갑류 \| \| \| \| \| \| 유악류 \| \| \| \| |
|  |                                                     |
|  | † 골갑류                                            |
|  |                                                     |
|  | 유악류                                              |
|  |                                                     |

|  | † 골갑류 |
|  |          |
|  | 유악류   |
|  |          |

|  | † 갈레아스피스강                                    |
|  |                                                     |
|  | \| \| † 골갑류 \| \| \| \| \| \| 유악류 \| \| \| \| |
|  |                                                     |
|  | † 골갑류                                            |
|  |                                                     |
|  | 유악류                                              |
|  |                                                     |

|  | † 골갑류 |
|  |          |
|  | 유악류   |
|  |          |

|  | † 갈레아스피스강                                    |
|  |                                                     |
|  | \| \| † 골갑류 \| \| \| \| \| \| 유악류 \| \| \| \| |
|  |                                                     |
|  | † 골갑류                                            |
|  |                                                     |
|  | 유악류                                              |
|  |                                                     |

|  | † 골갑류 |
|  |          |
|  | 유악류   |
|  |          |

## 같이 보기
- 무척추동물
- 외골격